# Krystyna Kozłowska (malarka)
Krystyna Kozłowska (ur. 26 stycznia 1922 w Warszawie, zm. 28 kwietnia 1987 tamże) – polska malarka, graficzka i mozaikarka.

## Życiorys
Jej rodzicami byli Ludwik (1884-1942) i Amelia z domu Jaworowska (1895-1967), którzy poznali się i pobrali w Kijowie. Po przyjeździe do Warszawy Ludwik został zarządcą drukarni, a Amelia zajęła się domem. Mieszkali w kamienicy Gdańskiej przy ul. Nowomiejskiej. Posiadali również dom letni w podwarszawskiej wsi Emów.
Ukończyła Liceum im. Narcyzy Żmichowskiej. Uczęszczała też do Żeńskiej Szkoły Architektury im. Stanisława Noakowskiego, której dyplom uzyskała już podczas okupacji niemieckiej w 1942. Jednocześnie pracowała jako kreślarka, pomagając finansowo w utrzymaniu rodziny.
Przystąpiła do ruchu oporu na początku jego powstania w 1939. Uczestniczyła w działaniach konspiracyjnych Kedywu KG Armii Krajowej. Nosiła pseudonim „Krystyna”. Walczyła w powstaniu warszawskim w szeregach batalionu „Parasol”. Przeszła z nim cały szlak bojowy, podkreślając „że jest żołnierzem, a nie tylko sanitariuszką”. Kilkakrotnie szczęśliwie uniknęła śmierci. Kiedy ranna leżała w szpitalu polowym na ul. Długiej, weszli Niemcy i zastrzelili wszystkich oprócz niej. Potem została przeniesiona na noszach do al. Szucha i pozostawiona przed wejściem do siedziby Gestapo. Wtedy podszedł do niej żołnierz niemiecki i zaczął ją fotografować. Następnie zdjął jej z palca pierścionek z szafirem i kazał przenieść nosze do grupy osób, wychodzących z przesłuchania. W rezultacie trafiła do szpitala na Woli, skąd została wywieziona pomiędzy bańkami na mleko.
Po wojnie wyjechała do Krakowa i podjęła studia w tamtejszej Akademii Sztuk Pięknych. Kształciła się pod kierunkiem Eugeniusza Eibischa. Musiała przerwać studia, gdyż została aresztowana za udział w powstaniu. Po wyjściu z więzienia była nękana przez UB i namawiana do współpracy. Wróciła do Warszawy, ale nieprzyjemności się nie skończyły. W tym czasie jednak poznała swojego partnera życiowego Józefa Sigalina, naczelnego architekta stolicy blisko związanego z prominentami władzy ludowej i nękanie ustało. Postanowiła więc kontynuować studia, ale już w warszawskiej ASP. Specjalizowała się w malarstwie ściennym i mozaice w pracowni Jana Sokołowskiego. Po uzyskaniu dyplomu została zaproszona do grupy artystów wykonujących polichromie odbudowywanych kamienic Starego Miasta. Otrzymała za tę pracę nagrodę państwową.
Swoje prace malarskie pokazywała na wielu wystawach. Uczestniczyła m.in. w jubileuszowej „X Wystawie Malarstwa Okręgu Warszawskiego ZPAP”, zorganizowanej w Zachęcie w 1964. Była członkinią Związku Polskich Artystów Plastyków.
Zmarła w Warszawie. Pochowana w grobie rodzinnym rodziców na Starych Powązkach w Warszawie (kwatera 146, rząd 6, grób 8).
„Za czynny udział w walce z niemieckim okupantem w Powstaniu Warszawskim 1944 r.” została odznaczona Warszawskim Krzyżem Powstańczym.

### Związek partnerski
Była drugą po żonie partnerką Józefa Sigalina. Miała z nim córkę, Weronikę Naszarkowską-Multanowską (ur. 1954).